# Karmin (powiat kościański)

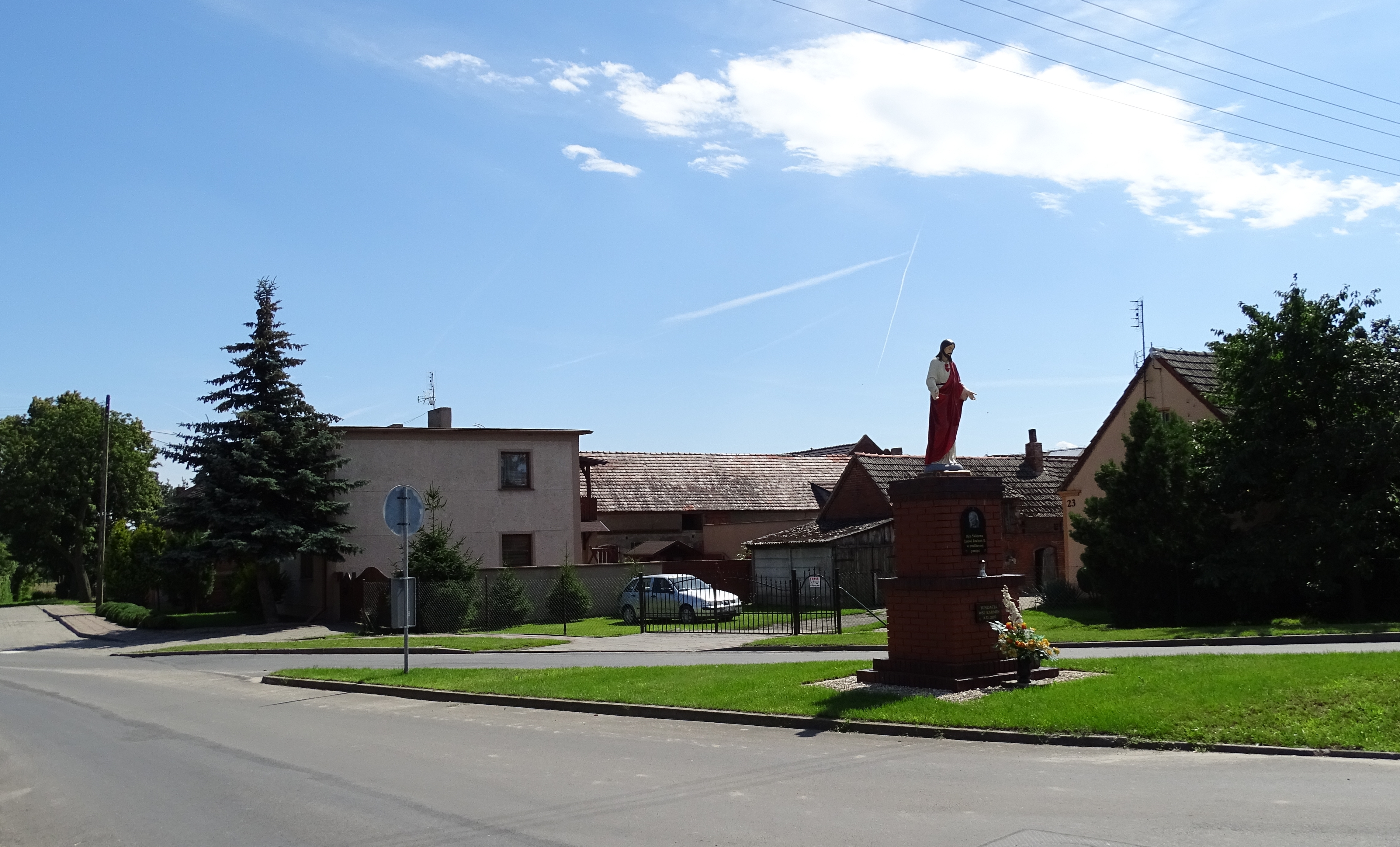
Przydrożna figurka.

Karmin – wieś w Polsce położona w województwie wielkopolskim, w powiecie kościańskim, w gminie Śmigiel.

## Historia
Wieś ma metrykę średniowieczną i pierwotnie związana była z Wielkopolską. Istnieje co najmniej od końca XIII wieku. Wymieniona została w 1294 w łacińskim dokumencie jako Carnin, 1388 Carnino, 1391 Karnino, 1393 Caruyn, 1394 Carmino, 1397 Karnyno, 1398 Carnyn, 1416 Carnow, 1517 Carmyno, 1566 Karmino.
Miejscowość była wsią szlachecką należącą do lokalnej szlachty wielkopolskiej z rodu Karnińskich herbu Wieniawa, którzy od nazwy wsi utworzyli swoje odmiejscowe nazwisko. W 1462 miejscowość należała do powiatu kościańskiego Korony Królestwa Polskiego. W latach 1408–1409 była siedzibą własnej parafii, a w 1462 należała do parafii Wonieść.
Pierwsza historyczna wzmianka o miejscowości powstała w 1294 za sprawą księcia wielkopolskiego Przemysła II, który w czasie pobytu we wsi wystawił w tym roku dokument zapisując jej nazwę. W 1388 odnotowano dziedziców karmińskich Szczepana, Iwa błędnie nazywanego Iwanem, Jana oraz Sasina, którzy wraz z innymi dziedzicami z sąsiednich wsi wyrazili zgodę na przeprowadzenie rowu przez tereny wsi Sulewo, Woliszewo (obecnie Olszewo), Chełkowo oraz Karmin do wielkiego jeziora Wonieść oraz do Jezierzyc.
W latach 1388–1412 właściciel części wsi Bogusław Sasin odnotowany został w kilku procesach sądowych. W 1395 Zuzka żona Macieja z Grabowca (koło Kórnika w powiecie pyzdrskim) wygrała spór sądowy ze swą siostrą Jafroszką o połowę trzeciej części Karmina. W 1397 Jafroszka i Zuzanna wygrały proces o własność połowy Karmina. W 1397 siostry pozwały braci Przecława oraz Bogusława z Karmina o podział wsi, który im sądownie już wcześniej przysądzono. W 1398 Bogusław Sasin oraz Przecław zapłacić mieli kary ponieważ nie byli posłuszni rozkazom królewskim; prawdopodobnie wyrokowi sądu ziemskiego. W 1399 siostry Jafroszka i Zuzanna ponownie wygrały proces o ddwie części wsi, a jedną pozostawiono Bogusławowi. Sąd ostrzegł Bogusława, że jeżeli nie podda się temu wyrokowi, zostanie wydziedziczony ze swojej części.
W 1400 Iwo zwany także Iwanem z Obichowa oraz Karmina wziął udział w poselstwie, które przywiozło do Polski Annę hrabiankę cylejską, drugą żonę króla polskiego Władysława II Jagiełły. W 1410 chorągiew Iwana brała udział w wielkiej wojnie z krzyżakami. W 1446 Tomasz syn Iwana z Karmina studiował na Uniwersytecie Jagiellońskim w Krakowie..
Wieś była majątkiem Leszczyńskich herbu Wieniawa.
Wieś odnotowały także historyczne rejestry podatkowe. W 1530 pobrano podatki we wsi z 3 łanów. W 1563 pobór odbył się z 9 łanów, karczmy dziedzicznej, 3 komorników, propinatora szynkującego wódkę. W 1564 we wsi odnotowano 4,5 łana. W 1566 pobrano we wsi podatki z 9 łanów, karczmy dziedzicznej, 6 zagrodników, jednej osoby szynkującej wódkę. W 1581 pobór zapłacili: Stanisław Kamblan Chełkowski od 3 i 3/4 łana oraz 3 komorników; Andrzej Chełkowski od 3 łanów, 1/4 łana karczmarskiego i 3 zagrodników; Wojciech Czarnkowski od dwóch zagrodników, rataja czyli najemnego robotnika od pługa; Seweryn Kamblan Karmiński od 2 zagrodników i rataja od pługa.
W wyniku II rozbioru Rzeczypospolitej w 1793, miejscowość przeszła w posiadanie Prus i jak cała Wielkopolska znalazła się w zaborze pruskim. W okresie Wielkiego Księstwa Poznańskiego (1815-1848) miejscowość wzmiankowana jako Karmin należała do wsi większych w ówczesnym pruskim powiecie Kosten rejencji poznańskiej. Karmin należał do okręgu śmigielskiego tego powiatu i stanowił część majątku Chełkowo, który należał wówczas do Skarżyńskiego. Według spisu urzędowego z 1837 roku Karmin liczył 176 mieszkańców, którzy zamieszkiwali 24 dymy (domostwa).
W latach 1975–1998 miejscowość należała administracyjnie do województwa leszczyńskiego.